# Wainia
Wainia (лат.) — род пчёл, включающий 10 видов из трибы Osmiini семейства Megachilidae.

## Распространение
Род Wainia встречается в следующих регионах: Афротропика, Палеарктика (2), Ориентальная область (Michener, 2007; Ungricht et al., 2008).

## Описание
Длина от 4 до 10 мм. Информация относительно биологии гнездования известна для 4 видов Афротропики, принадлежащих подроду Caposmia (A. Müller, C. Praz, J. Neff, G. Le Goff and C. Sedivy, unpublished). Все эти виды гнездятся в пустых раковинах улиток, где устраивают несколько ячеек для своих личинок (Gess and Gess, 1990, 1998, 1999, 2008).

## Классификация
- Wainia albobarbata (Cockerell, 1937)
- Wainia algoensis (Brauns, 1926)
- Wainia atrorufa  (Friese, 1913)
- Wainia braunsi  (Peters, 1984)
- Wainia consimilis  Tkalcu, 1980
- Wainia elizabethae  (Friese, 1909)
- Wainia eremoplana  (Mavromoustakis, 1949)
- Wainia forficulina  (Cockerell, 1921)
- Wainia gessorum  Kuhlmann, 2011
- Wainia guichardi  (van der Zanden, 1991)
- Wainia lonavlae Tkalcu, 1980
- Wainia natalensis  (Cockerell, 1920)
- Wainia sakaniensis (Cockerell, 1936)
- Wainia sexsignata  (Benoist, 1950)